# Heinrich Hofmann
Johann Michael Ferdinand Heinrich Hofmann (19 de março de 1824 – 23 de junho de 1911) foi um pintor alemão do final do século XIX ao início do século XX. Foi tio do pintor alemão Ludwig von Hofmann. Ele nasceu em Darmstadt e morreu em Dresden. É principalmente conhecido por suas numerosas pinturas que retratam a vida de Jesus Cristo.

## Vida
Heinrich Hofmann cresceu em uma família que nutria um profundo interesse pela arte. Seu pai, o advogado Heinrich Karl Hofmann (1795-1845) pintava em aquarela, sua mãe Sophie Hofmann (1798-1854) dava aulas de arte antes de se casar, e seus quatro irmãos mostraram talento artístico. Heinrich, no entanto, era o único para quem a arte não era apenas uma profissão, mas o centro de sua vida.
Hofmann recebeu suas primeiras aulas de arte do xilógrafo Ernst Rauch em Darmstadt. Depois, em 1842, ingressou na Academia de Arte de Düsseldorf e frequentou as aulas de pintura de Theodor Hildebrandt. Mais tarde, foi aceito no estúdio de Wilhelm von Schadow e lá fez sua primeira grande pintura: uma cena da vida de Alboíno, Rei dos Lombardos.
Logo após, viajou para a Holanda e França para intensificar seus estudos de arte. Em 1846, Hofmann fez uma visita a Academia de Arte de Antuérpia. Depois de passar um longo período de tempo em Munique, retornou a Darmstadt em 1848 e, nessa época, começou uma intensiva fase de pintura de retratos. O jovem artista descobriu que as atividades políticas de sua família abriam muitas portas para pessoas influentes da época. Isso lhe deu a oportunidade de pintar dois retratos de Heinrich von Gagern e um de Justus von Liebig (este retrato está agora em posse da Rainha do Reino Unido). Em 1851, Hofmann foi a Dresden para visitar a galeria de arte de lá. Em 1853, viajou para Praga para pintar o retrato do Dr. Beer, Grão-Mestre da Irmandade dos Cavaleiros Templários.
Em 1853, Hofmann retornou a Darmstadt e, no início de 1854, sua amada mãe morreu. Ele ficou profundamente comovido com a morte dela e isso o inspirou a pintar sua primeira grande obra religiosa: O Sepultamento de Cristo.

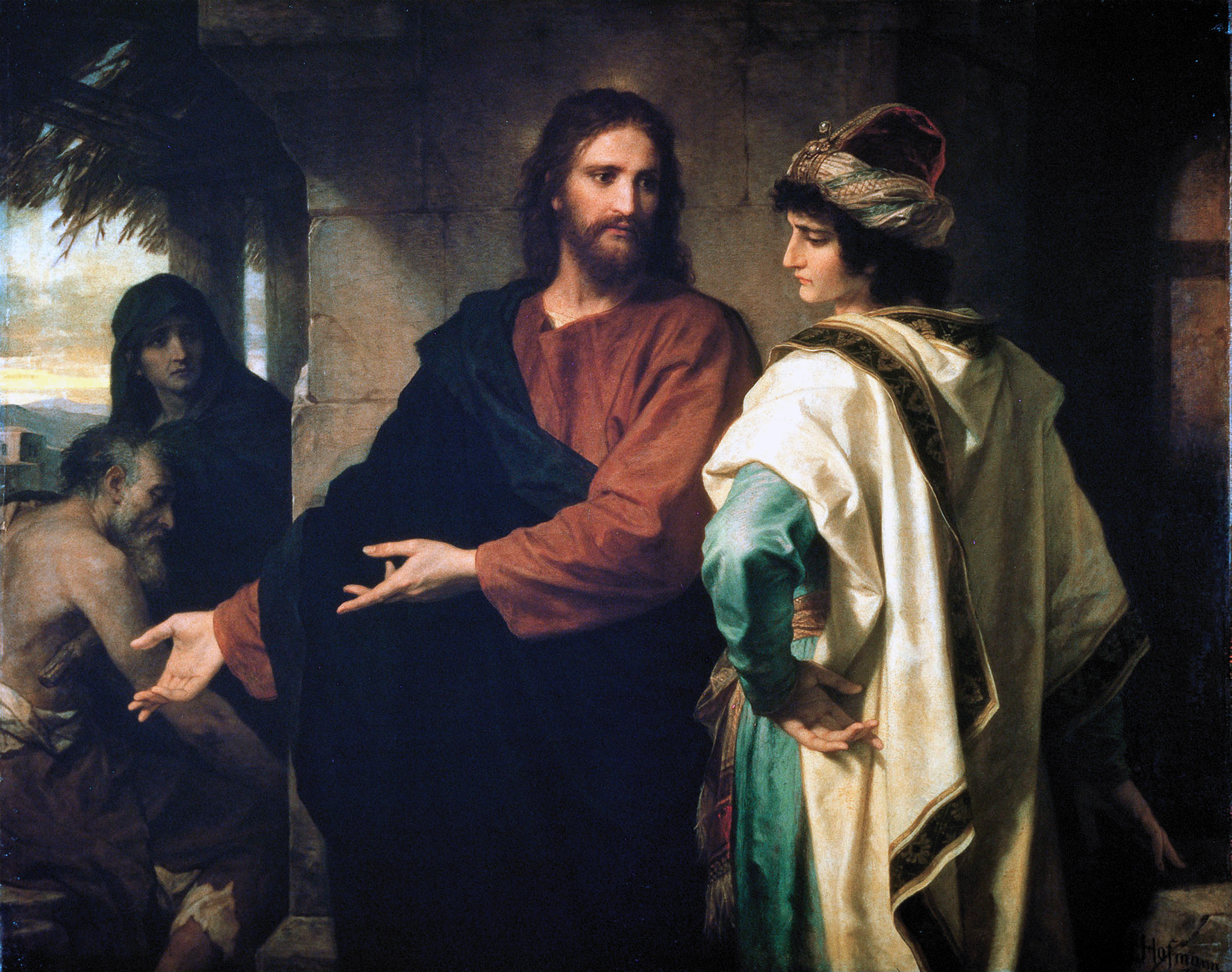
"Cristo e o Jovem Rico", por Hofmann, 1889.

No outono de 1854, ele iniciou uma viagem à Itália. Sua primeira parada mais longa foi em Veneza e lá ele usou seu tempo para estudar Giorgione, Bellini e Giotto (na vizinhança de Pádua). Depois de seguir para Florença — onde Hofmann permaneceu por dois meses — foi para Roma em janeiro de 1855. A correspondência com sua família e seus relatórios diários detalhados transmitem uma impressão de sua maneira de pintar naquela época. Ele ficou profundamente impressionado com as obras de arte da Antiguidade, do Cristianismo e do Renascimento.
Não muito depois de sua chegada a Roma, ele foi apresentado a Peter von Cornelius (1783-1867) e frequentemente o visitava. Quando iniciou sua obra-prima, A prisão de Jesus, em 1854, esta obra despertou o interesse de Cornelius e por 4 anos ele acompanhou Hofmann com seus conselhos e críticas construtivas. Em 1858, a pintura foi concluída e adquirida pela Galeria de Arte do Grão-Ducado em Darmstadt. (Ainda está lá — não em exibição, mas nos arquivos do Hessisches Landesmuseum.)
Em 1858, Hofmann voltou para Darmstadt e no ano seguinte casou-se com Elisabeth Werner. O casal não teve filhos.
Agora, outro período de pintura de retratos começou. Além disso, Hofmann fez um grande retábulo para a igreja em Obermörlen (Hesse): “Madonna com o Menino Jesus e os apóstolos Paulo e Pedro”. Algum tempo depois, foi pintado um retrato da Igreja de Væggerløse (Dinamarca): “O Cristo Ressuscitado”.
Em 1862, Hofmann e sua esposa mudaram-se para Dresden. Cada vez mais ele se dedicava ao gênero de pinturas religiosas. Em 1870, Heinrich Hofmann foi nomeado sucessor do professor Johann Carl Baehr da Academia de Arte de Dresden, da qual já era membro honorário. Em 1872, o Rei Johann concedeu-lhe a Grande Medalha de Ouro e mais tarde ele recebeu a Medalha Albrecht do Rei Albert. Em 1891, a esposa de Hofmann morreu e logo depois ele se retirou da Academia de Arte de Dresden. Mesmo que ele tenha parado de trabalhar para a Academia, é óbvio por suas cartas que em sua vida privada ele continuou a pintar muitas obras de arte até sua morte em 23 de junho de 1911.

## Obras Principais

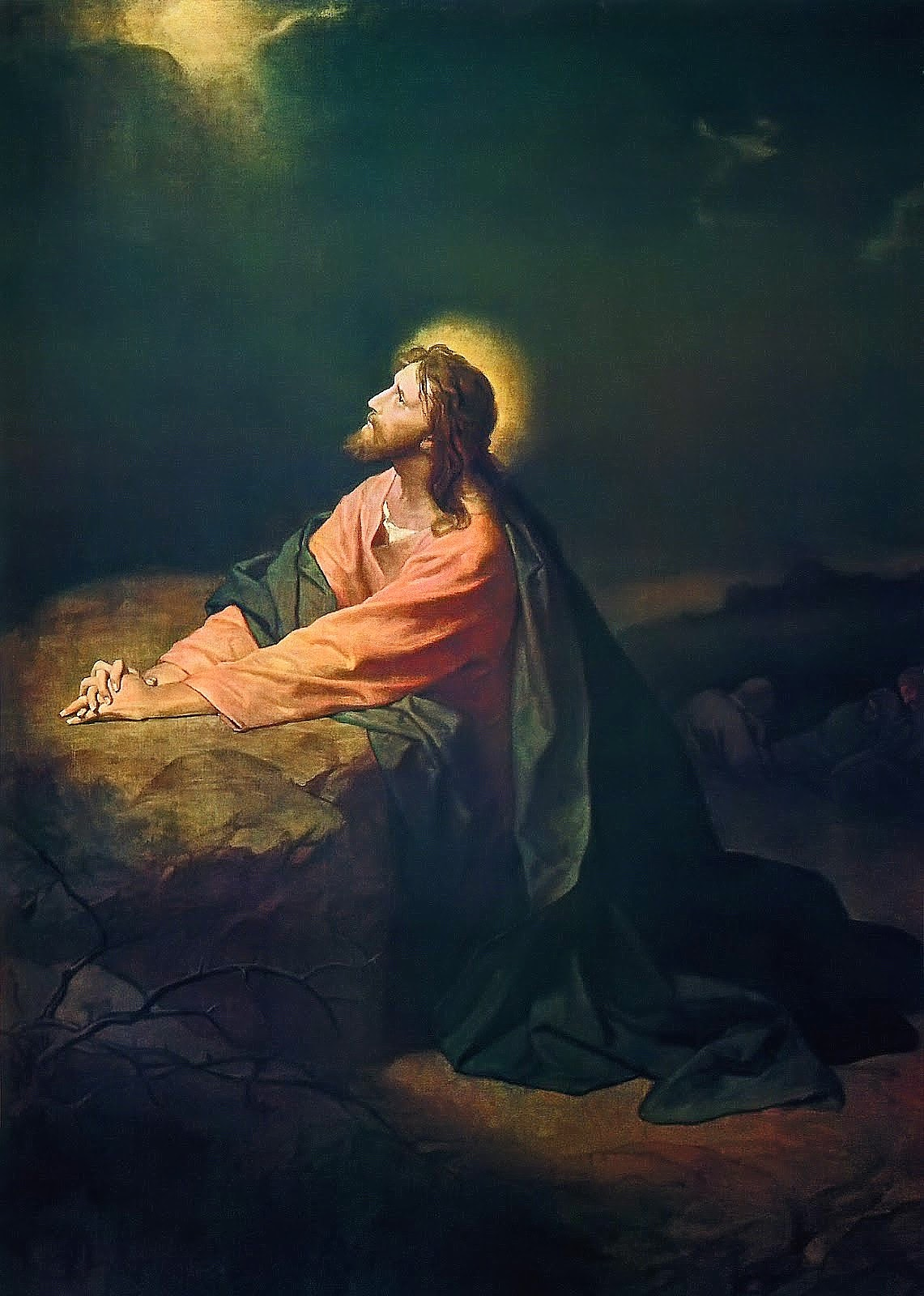
Cristo no Getsêmani (1890)

Quatro das obras mais famosas de Hofmann estão em poder da Igreja Riverside em Nova York: Cristo e o Jovem Rico, Cristo no Getsêmani, Cristo no Templo e a Imagem de Cristo. Segundo informações da Igreja Riverside, o quadro de Cristo no Getsêmani é sem dúvida um dos quadros mais copiados do mundo.
A obra religiosa de Hofmann tem ganhado importância nos últimos anos. Um dos motivos para a crescente popularidade de sua obra é a publicação de suas pinturas e desenhos a lápis retratando a vida de Jesus Cristo em A Segunda Vinda de Cristo, a interpretação dos Evangelhos por Paramahansa Yogananda, o fundador da Self Realization Fellowship, responsável por trazer os ensinamentos da Kriya Yoga para o Ocidente.
Heinrich Hofmann foi um dos pintores preeminentes de seu tempo. The Sunday Strand — na época uma revista britânica muito popular — o descreve como o pintor alemão contemporâneo mais influente. O estilo de pintura de Hofmann era único em sua própria maneira, mas ao mesmo tempo ele baseou seu trabalho na arte tradicional de antigos mestres alemães, holandeses e italianos. Enquanto em Roma, ele também entrou em contato com os nazarenos — especialmente através da influência de Cornélio — mas ao longo de sua vida ele permaneceu fiel aos grandes exemplos da Renascença. As pinturas religiosas ocupam um lugar central na obra de Hofmann; mas também produziu vários retratos e imagens de cunho mitológico e histórico.

## Trabalhos Seletos
Três de suas pinturas foram compradas por John D. Rockefeller, Jr .: a cópia de estúdio de 1882 de Cristo no Templo (1881), Cristo e o Jovem Rico (1889) e Cristo no Getsêmani (1890). Elas agora são exibidos na Igreja Riverside na cidade de Nova York.
- Scene from the Life of Alboin, King of the Langobards, 1845
- Heinrich von Gagern, 1848, first portrait, in the possession of the Gagern family
- Heinrich von Gagern, 1848, second portrait, Stadtmuseum Stettin
- Justus von Liebig, portrait around 1849, in the possession of the Queen of United Kingdom
- Peter von Cornelius, portrait around 1850, Darmstadt, Institut Mathildenhöhe
- Self-portrait, Institut Mathildenhöhe, Darmstadt
- The Sculptor Ernst Hähnel, Gemäldegalerie Neue Meister, Dresden
- Burial of Christ, 1854, owner unknown
- The Arrest of Christ, 1858, Hessisches Landesmuseum, Darmstadt
- St. Mary with Christ Child and Apostles, 1860, altarpiece for church in Obermörlen (Hesse)
- Resurrected Christ, 1867, altarpiece for church in Vaeggerlose, Denmark
- The Adulteress Before Christ, 1868, Gemäldegalerie Neue Meister, Dresden
- Drawings for the Brockhaus Shakespeare-Galerie, 1870
- Christ Preaching at the Sea of Galilee, 1875, first Nationalgalerie Berlin, then loan to the church administration in Kassel (Hesse), destroyed in the Second World War
- Engagement of Prince Albrecht von Wettin with Zedena von Böhmen, 1878, mural painting, Albrechtsburg, Meißen
- Apotheosis of the Heroes of the Greek Drama, 1876, large ceiling painting in the Royal Theater, Dresden
- Jesus in the Tempel (original), 1881, Gemäldegalerie Neue Meister, Dresden
- Jesus in the Tempel (copy made in Hofmann’s studio: partly done under his supervision, partly by himself), 1882, Riverside Church, New York
- Jesus in the Tempel, 1884, Kunsthalle Hamburg
- Remember Me, 1885, portfolio with drawings depicting the life of Jesus
- Come Unto Me, 1887, portfolio with drawings depicting the life of Jesus
- Christ with Mary and Martha, 1888, Self-Realization Fellowship Temple, Hollywood, Los Angeles
- Christ and the Rich Young Ruler, 1889, Riverside Church, New York
- Christ in Gethsemane, 1890, Riverside Church, New York
- Peace Unto You, 1891, portfolio with drawings depicting the life of Jesus
- Christ's Image, 1894, Riverside Church, New York